# Лонс ле Соније
Лонс ле Соније (фр. Lons-le-Saunier) град је у Француској у региону Franche-Comté, у департману Jura.
По подацима из 2011. године број становника у месту је био 17496.

## Демографија
| 1962.  | 1968.  | 1975.  | 1982.  | 1990.  | 2011.  |
| ------ | ------ | ------ | ------ | ------ | ------ |
| 15 924 | 18 769 | 20 942 | 20 105 | 19 144 | 17.496 |

## Партнерски градови
- Офенбург
- Аксарај